# Krassin
Krassin - Красин (rus) és un khútor del krai de Krasnodar, a Rússia. Es troba a la vora dreta del riu Urup, afluent per l'esquerra del Kuban. És a 15 km al sud-est d'Armavir i a 172 km a l'est de Krasnodar.
Pertany al possiólok de Zavetni.